# Weinviertler Dreiländereck

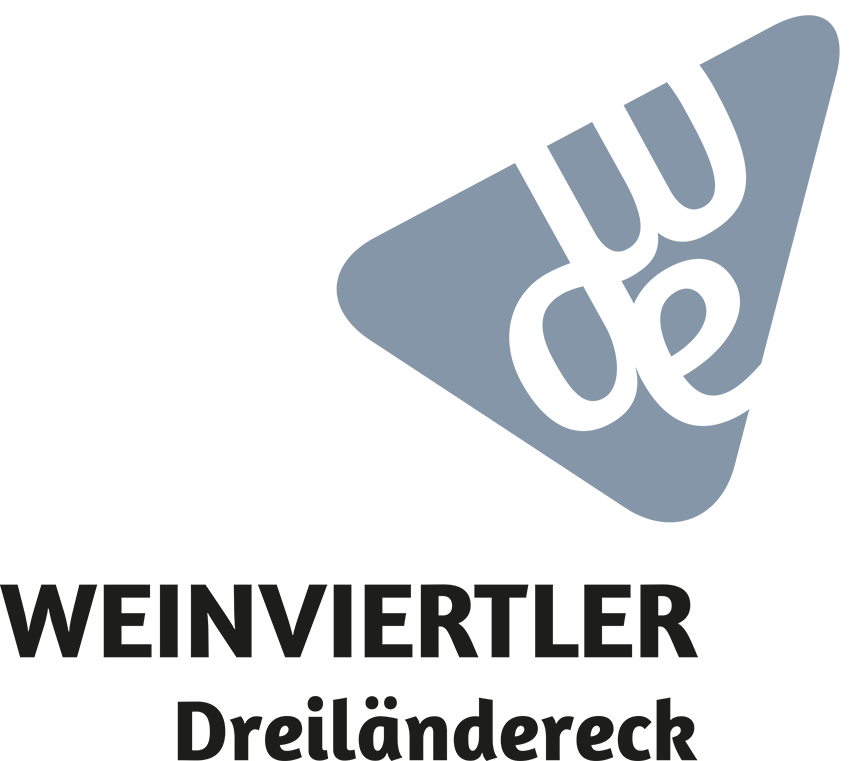
Logo der Kleinregion

Das Weinviertler Dreiländereck ist eine Kleinregion im nordöstlichsten Teil des Weinviertels in Niederösterreich in der Nähe des Zusammentreffens der Grenzen von Österreich, Tschechien und der Slowakei. Es erstreckt sich über das Territorium der 12 Gemeinden Altlichtenwarth, Bernhardsthal, Drasenhofen, Falkenstein, Großkrut, Hauskirchen, Herrnbaumgarten, Ottenthal, Poysdorf, Rabensburg, Schrattenberg und Wilfersdorf.

## Geschichte
In der Habsburgermonarchie zählten das Weinviertel und das angrenzende Südmähren zu den reichsten Gebieten des Landes. Auch während der Zwischenkriegszeit gab es noch zahlreiche Kontakte, die nach dem Zweiten Weltkrieg durch die Errichtung des Eisernen Vorhanges ihr Ende fanden. Das Gebiet lag nun – ähnlich wie das nördliche Waldviertel – an einer „toten Grenze“ und hatte mit großen wirtschaftlichen Problemen und starker Abwanderung zu kämpfen.
Nach dem Fall des Eisernen Vorhangs und der Öffnung der Grenzen im Jahre 1989 rücken die auf halbem Weg zwischen Wien und Brünn liegenden Regionen aufgrund der geänderten politischen Rahmenbedingungen wieder ins Zentrum Europas und die Voraussetzungen scheinen günstig, an historische Gemeinsamkeiten anzuknüpfen.

## Vorbereitende Maßnahmen und Umsetzung
Eine grenzüberschreitende Studie der Technischen Universität Wien und der Technischen Universität Brünn, die den Raum nördliches Weinviertel und Südmähren umfasste, wurde im Projekt „EREG“ (Eigenständige Regional-Entwicklung im Grenzraum) zusammengefasst, das als Grundlage und Planungshilfe für Regionalvereinigungen mit dem Ziel einer möglichen Strukturverbesserung der Region herangezogen wurde.
Im Sommer 1997 fand das vom Weinviertelmanagement und der Niederösterreichischen Dorferneuerung mitinitiierte erste Treffen zur Gründung einer Kleinregion statt. Dabei wurden als Ziele eine Verbesserung der wirtschaftlichen Situation und eine Aufwertung in regionaler, überregionaler und grenzüberschreitender Hinsicht unter Einbindung der Bevölkerung festgelegt und es sollten Stärken und Schwächen der Region herausgearbeitet und die Risiken und Chancen aufgezeigt werden.
Bis zum Sommer 1998 erstellte eine Raumordnungskanzlei, die von der Abteilung Raumordnung und Regionalpolitik des Amtes der NÖ Landesregierung betreut wurde, einen umfangreichen Maßnahmenkatalog, der mehr als 120 Maßnahmen und Projekte aus den sechs Arbeitskreisen Kultur, Tourismus, Kleingewerbe, Landwirtschaft, Wein und Pferd umfasste. Gleichzeitig hat ein Wettbewerb unter Beteiligung der Bevölkerung stattgefunden, um einen Namen und ein Logo für die Kleinregion zu finden. Eine Jury hat den Namen „Weinviertler Dreiländereck“ und ein Logo ausgewählt, welches die drei Länder Österreich, Tschechien und die Slowakei sowie den Zusammenfluss von March und Thaya symbolisch darstellt.
Am 1. März 1999 fand die Eröffnung eines Büros in Poysdorf statt, dessen Aufgabe es ist, die Projekte der Kleinregion zu koordinieren und für deren Umsetzung zu sorgen.

## Die wichtigsten Projekte (Auswahl)
- Regionsfest – das Fest der 12 Gemeinden
- Radwandertag
- Wandertag
- Liechtensteinzentrum – Schloss Wilfersdorf
- Obstbäume für die Landschaft
- Aktion Apfelsaft
- Dreiländerweinkost
- Kulturradweg „Liechtensteinroute“
- „Grenzenlose Wanderschaukel“
- 3 Schwestern im Weinviertel
- grenzüberschreitende Kooperationen